# Antoine-Isaac Silvestre de Sacy
Antoine-Isaac, baron Silvestre de Sacy (Parijs, 21 september 1758 - aldaar, 21 februari 1838) was een Frans taalkundige en oriëntalist. 
Silvestre de Sacy bestudeerde de Semitische talen en werd in 1795 hoogleraar Arabisch in Parijs. In 1806 voegde hij daar Perzisch aan toe. In 1815 werd hij rector van de Universiteit van Parijs. 
Silvestre de Sacy was een leraar van zowel Jean-François Champollion, die het Egyptische hiërogliefenschrift van de steen van Rosetta ontcijferde, als Johan David Åkerblad, die eerder al een poging had gewaagd het schrift te ontcijferen.
In 1813 werd Silvestre de Sacy baron gemaakt. Zijn zoon, Ustazade Silvestre de Sacy, was een journalist en lid van de Académie française, alsook senator.
- Bibsys: 98023870
- Biblioteca Nacional de España: XX1441204
- Bibliothèque nationale de France: cb119247783 (data)
- CiNii: DA02998302
- Gemeinsame Normdatei: 118750631
- International Standard Name Identifier: 0000 0001 1333 5799
- Library of Congress Control Number: n86142267
- Base Léonore: LH//2518/74
- Nationale Bibliotheek van Tsjechië: mzk2009510741
- Nationale bibliotheek van Australië: 35809191
- Nationale Bibliotheek van Israël: 987007268275005171
- Nationale en Universitaire bibliotheek Zagreb: 000665234
- Nederlandse Thesaurus van Auteursnamen: 068911939
- Réseau des bibliothèques de Suisse occidentale: 02-A000142731
- Istituto Centrale per il Catalogo Unico: VEAV551233
- LIBRIS: 198965
- SNAC: w6x63s2t
- Système universitaire de documentation: 027138372
- TDVİA: sacy-antoine-isaac-silvestre-de
- Trove: 1097255
- Virtual International Authority File: 51695910
- WorldCat: E39PBJq6X98QxDmGyJWy6wqRKd